# 山炮

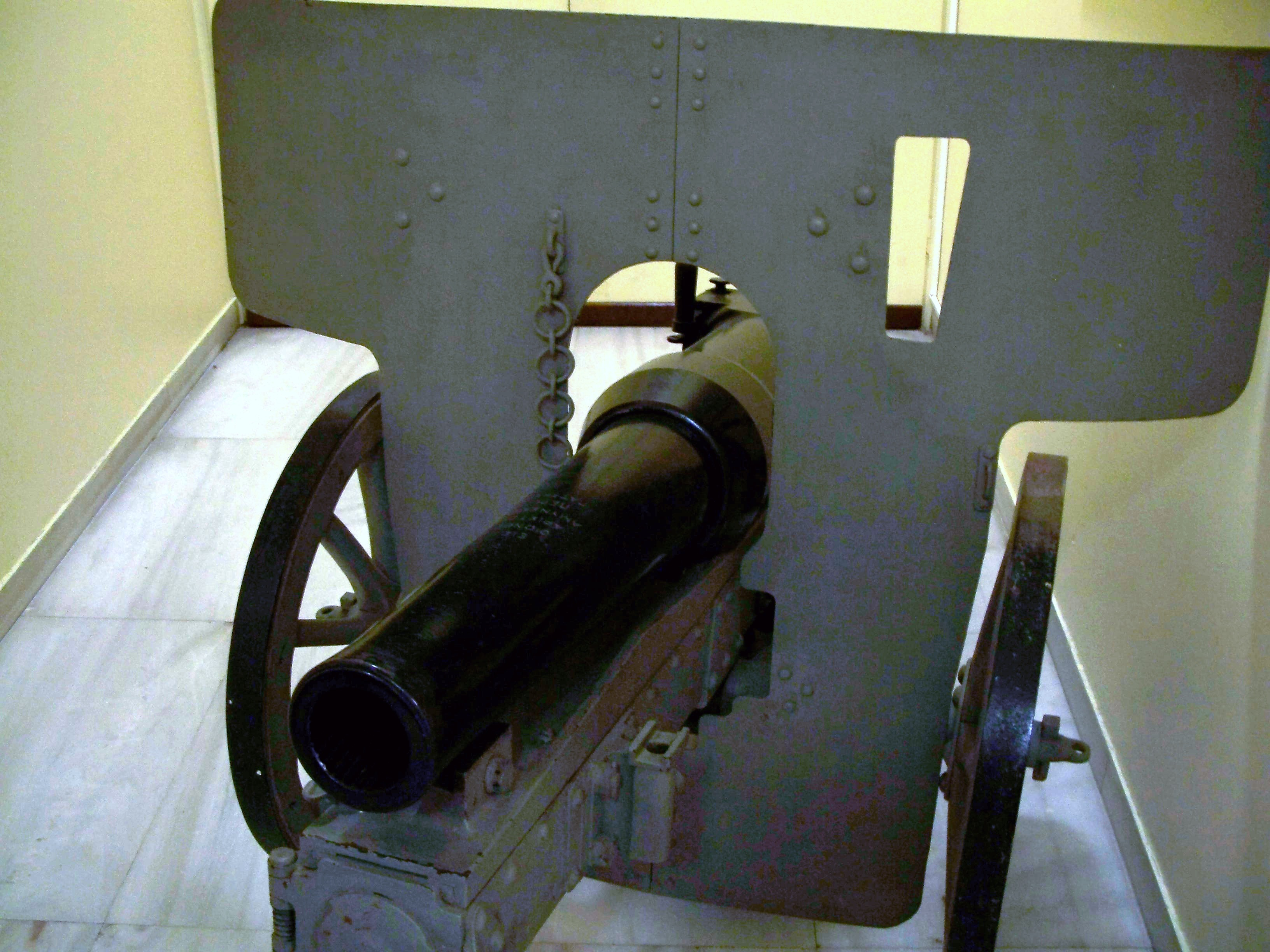
P. Lykoudis's original 1891 dismantleable breechloading gun with recoil control

山炮（英語：mountain gun）是火炮的一种，设计来进行山地战和其他难以运进重武器的地方的战斗，這項武器大約在19世紀開始出現；在美国内战中，这些便携的炮也称为山地榴弹炮，山炮的角色到20世紀中期逐漸被迫擊砲取代式微。
山砲的設計雖然与步兵炮类似，但口徑是野戰炮標準，火炮特色是短炮身、低初速，彈道特性偏向榴彈砲。對這項投射武器來說，火力、射程都可以折衷，設計重點是方便運輸；因此山炮除了重量輕盈，設計時也將火炮作為許多模組化零附件組合而成，在必要時可拆卸採用駝獸背負，甚至是人力搬運。有了山炮，部隊在迫擊砲還沒發明以前，只有它可以供給他們在山地作戰時火力支援。由于它们能拆成小的部件装入袋中，所以也称为打包炮及便携榴弹炮。
第一款可分解運輸的山炮是美國開發，為M1841式山地榴炮；它是19世紀常見的青銅製、炮口裝填、黑火藥推進、發射實心鋼球砲彈的小型炮，不同於其它火炮之處在於M1841可將火炮分解為炮架、炮身、高低機後運輸，主要用於美墨戰爭。在相近的時間點，瑞士也開發了概念類似的1841年式山地榴炮，但是在火炮規格上較美國版要輕盈，可以使用單匹駝馬拖運。
第一種後膛裝填、具有制退復進機、還能能快速拆解和安装的近代后装式山炮是1890年代两名希腊陆军设计师P. Lykoudis和Panagiotis Danglis所作（后者的名字命名了75毫米施奈德-当利斯炮）。  不過希臘陸軍並沒有重視他們的發明，最後他們將這項發明向法國施耐德公司推銷，施耐德成功的將他們的概念實體化，成為施耐德-當利斯式75公厘山炮，這項武器在1907年贏得希臘陸軍青睞採用，並在巴爾幹戰爭時展現了它的價值。
後來許多國家陸續製造出後膛式山炮，除了山地部隊外，空降部隊同樣需要輕盈緊緻的火力支援武器，因此山炮的在第二次世界大戰時仍持續沿用了一段時間；直到二戰結束後，迫擊砲大型化、榴彈槍出現、空中支援武力的誕生改變了這些輕裝部隊的作戰生態，山炮的存在變得可有可無，在屆齡之後陸續退役。最後一款開發的山炮是1980年代由羅馬尼亞所研發，為了適應在布切吉山脈地帶的戰鬥而設計。但該型山炮在2008年已繳庫封存。

## 外部連結
- Popular Science, May 1941,  "The Old Army Army Mule Takes Guns Where Wheels Won't Go"  （页面存档备份，存于）
- Assembling the Howitzer detail photos showing a 75mm howitzer's various sections being taken off mules and assembled